# Christian Manfredini
Christian José Manfredini Sisostri (Port Bouët, 1 de maio de 1975) é um ex-futebolista e treinador de futebol marfinense que jogava como meia ou ponta-esquerda. Possui também passaporte italiano.

## Vida pessoal
Nascido em Port Bouët, um subúrbio de Abidjan, foi adotado por uma família de Battipaglia, na província de Salerno, incorporando o sobrenome Manfredini ao seu nome de nascimento.

## Carreira em clubes
Revelado nas categorias de base da Juventus, foi promovido ao elenco principal em 1994 e, mesmo vinculado à Vecchia Signora por 5 temporadas, nunca jogou partidas oficiais pela equipe de Turim, que o emprestou para Pistoiese, Viterbese, Avezzano, Fermana e Cosenza. Em 1999, foi contratado pelo Genoa, que pagou 700 milhões de liras (moeda italiana da época) para contar com Manfredini na disputa da Série B, além de comprar 50% dos direitos federativos do jogador. Manfredini jogou uma temporada pelos Grifoni, que comprou a outra metade dos direitos federativos do atleta, vendido em seguida ao Chievo, sendo peça importante no elenco que subiu à Série A em 2001. Na temporada seguinte, o Chievo surpreendeu ao terminar em quinto lugar e conquistar uma vaga para a  Copa da UEFA. Em 2002, a Lazio contratou Manfredini por 6,7 milhões de euros em copropriedade, mais metade dos direitos federativos de Emanuele Pesaresi, reduzindo o valor em 2 milhões. Sem espaço no primeiro ano pelos biancocelesti, atuou por empréstimo no Osasuna, na  Fiorentina e no Perugia, mas foi reintegrado ao elenco devido aos problemas financeiros que atingiram a Lazio, passando a ser mais utilizado.
Seguiu atuando com regularidade até a temporada 2008–09, perdendo espaço em seus 2 últimos anos no clube, que não renovou seu contrato em 2011. Manfredini jogou suas últimas partidas como profissional na Sambonifacese e no Agropoli, encerrando a carreira em 2014 após não entrar em campo pelo Picciola, equipe que jogava a Promozione da Campânia.

## Seleção Marfinense
Embora jogasse praticamente toda a carreira na Itália, Manfredini não conseguiu ser convocado para a seleção nacional e decidiu representar a Costa do Marfim, seu país de origem e foi convocado para um amistoso contra a Espanha em março de 2006, não entrando em campo. Ele também não foi lembrado por Henri Michel para a Copa do Mundo disputada na Alemanha.
Seu único jogo pelos Elefantes foi um amistoso contra Israel, em novembro de 2008, não voltando a ser lembrado para nenhuma outra convocação.

## Pós-aposentadoria
Em 2016, Manfredini iniciou a carreira de treinador no Valdiano (equipe da Eccellenza da Campânia), deixando o cargo em outubro após um mau início de temporada. A última experiência no cargo foi nas categorias de base do Spezzano Albanese, entre 2017 e 2018.

## Títulos
Juventus
- Campeonato di Primavera: 1993–94
- Torneo di Viareggio: 1994

Lazio
- Copa da Itália: 2008–09

## Links
- Perfil no site oficial da Lazio Arquivado em 2008-12-19 no Wayback Machine